# Ennada squamosa
Ennada squamosa là một loài bướm đêm trong họ Geometridae.